# Paolo Cavallone
Paolo Cavallone (Casale Monferrato, 11 novembre 1963) è un conduttore radiofonico, attore teatrale e conduttore televisivo italiano.

## Biografia
Come attore teatrale lo possiamo trovare in scena con uno spettacolo di nome DDT (I due del tredicesimo) insieme a Tony Severo (costituivano la coppia del mattino di Radio 105) e come presentatore televisivo ha condotto programmi sia su Italia 1, in coppia con Fabrizio Maconi, sia su Odeon TV.
La sua carriera radiofonica è iniziata nell'emittente locale casalese Radio Mondo negli anni '80 con il nome d'arte di dj Vito, ed è proseguita dapprima su Radio 105, poi su Radio 101, successivamente entrata a far parte del Gruppo Mondadori con il nome di Radio R101.
Qui conduce, fino al dicembre 2013, insieme ad altri speaker, il programma radiofonico mattutino di attualità e satira di nome La carica di 101 in onda dal lunedì al venerdì dalle 7 alle 10.
Da gennaio 2014 passa a RTL 102.5 per condurre il programma Miseria e nobiltà insieme al Conte Galè,. Nel Decembre 2018 cambia fascia oraria, andando a condurre il programma "La Famiglia giù al nord" dalle 9.00 alle 11.00, in sostituzione di Fernando Proce. Abbandona poi RTL 102.5 nel marzo 2020.

## Curiosità
- Paolo Cavallone ha interpretato il personaggio di nome DJ Giostra.